# 石川聖子
石川 聖子（いしかわ きよこ、1979年12月16日 - ）は、名古屋を拠点に活動するローカルタレント。

## 人物・経歴
- 愛知県みよし市出身。血液型：A型。
- 2001年に愛知淑徳大学 文学部国文学科を卒業。
- 2005年より東海ラジオのレポートドライバー（飛び込みマイクほか）を務めている。
- 東海ラジオヒッツ・サンデーに出演すると、稲葉浩美（同じく東海ラジオレポートドライバー）の次に、パーソナリティーの山浦ひさしにいじられることが多い。
- 2009年3月　東海ラジオレポートドライバーを卒業

## 出演番組
- 藤波辰爾の歴史探訪（トコちゃんねる静岡・TOKAIケーブルネットワーク、2016年- ）